# Caucourt
Caucourt település Franciaországban, Pas-de-Calais megyében. Lakosainak száma 332 fő (2022. január 1.). Caucourt Gauchin-Légal, Mingoval, Villers-Châtel, Béthonsart, Cambligneul és Estrée-Cauchy községekkel határos.

## Népesség
A település népességének változása:
| Lakosok száma | 340  | 346  | 353  | 346  | 341  | 337  | 334  | 333  | 332  |
|               | 2013 | 2015 | 2016 | 2017 | 2018 | 2019 | 2020 | 2021 | 2022 |